# Ettore Petrolini
Ettore Pasquale Antonio Petrolini (Roma, 13 gennaio 1884 – Roma, 29 giugno 1936) è stato un attore, cabarettista, cantante, drammaturgo, sceneggiatore, compositore e scrittore italiano, specializzato nel genere comico.
È considerato il massimo esponente di quelle forme di spettacolo a lungo considerate teatro minore, termine con il quale si identificavano il teatro di varietà, la rivista e l'avanspettacolo.
La sua importanza nel panorama del teatro italiano è ormai pienamente riconosciuta. Riassumendo in sé l'attore e l'autore, Petrolini ha inventato un repertorio e una maniera, che hanno profondamente influenzato il teatro comico italiano del Novecento.

## Biografia

### Gli esordi
Ettore Petrolini, "popolano del miglior lignaggio", nacque a Roma, quarto di sei figli, alle ore 00:30 del 13 gennaio 1884 al n. 6 di vico del Grancio, in una palazzina all'angolo con via Giulia (Rione Regola, un quartiere del centro di Roma al tempo molto popolare), da Anna Maria Antonelli e Luigi, un fabbro ferraio di Ronciglione, padre di eccessiva severità, con cui Ettore ebbe sempre rapporti difficili compensati dalle cure amorose della madre. Frequentò fin da ragazzo i teatrini romani, improvvisandosi attore per divertimento. L'ambiente dei baracconi di Piazza Pepe, dove Petrolini fece le sue prime esperienze artistiche, è quello descritto più tardi nella sua commedia Il padiglione delle meraviglie (1924): personaggi curiosi e pittoreschi, imbonitori, finti selvaggi e fenomeni di ogni genere.
Conosciuto come "er roscietto de li Monti", quartiere dove si era nel frattempo trasferita la famiglia, non volle frequentare la scuola né imparare un mestiere sebbene il padre fosse fabbro e il nonno materno falegname. Forse casualmente ferì a 13 anni un suo compagno e il padre per raddrizzarlo lo fece rinchiudere nel riformatorio di Bosco Marengo nei pressi di Alessandria dove per domarlo lo costrinsero nella camicia di forza e in una cella di rigore a pane e acqua. Una dura esperienza che Petrolini ricordò con toni accorati nelle sue memorie.
A quindici anni decise di lasciare la casa paterna per dedicarsi alla carriera teatrale. Il più antico riscontro documentario, a tutt'oggi verificabile, che attesti il momento dell'esordio artistico di Petrolini risale all'anno 1900 e conduce nel rione di Trastevere, nel teatro Pietro Cossa. In seguito, si esibì in un teatrino di provincia, a Campagnano, nell'ambito della compagnia dell'impresario Angelo Tabanelli, come l'attore racconta in Modestia a parte:

Ettore Petrolini nel 1918

Dopo quest'esibizione non proprio trionfale, il giovane Ettore continuò la sua gavetta nei teatri popolari, ma anche in alcuni caffè-concerto di buon livello, come il Gambrinus e il Morteo di Roma. Petrolini stesso, molti anni dopo, descrisse l'ambiente in cui aveva mosso i primi passi:
(Un po' per celia, un po' per non morire..., 1936)
Anche nel libro Bravo! Grazie!! Petrolini si soffermò sugli anni della gavetta artistica:
Nell'introduzione allo stesso libro Bravo!Grazie!!, descrisse le difficoltà che riscontrò nel rapporto con il pubblico a causa anche di una congiuntura storico-politico-culturale particolare:
Nel 1903, appena diciannovenne, Petrolini incontrò Ines Colapietro, che sarà per molti anni sua compagna di lavoro e di vita, nonché madre dei suoi figli Renato e Oreste. Ines, che aveva allora solo quindici anni, era stata ingaggiata come cantante dal Gambrinus di Roma, insieme alla sorella Tina. Ettore ed Ines formarono la coppia comica Loris-Petrolini, che si scioglierà, in modo piuttosto traumatico, alla fine dell'estate del 1911.
Nel settembre 1911 infatti Ines, esasperata dai tradimenti di Ettore, lo lascia e se ne va a Napoli con il comico Gustavo De Marco (un grande artista a cui il grande Totò deve gran parte delle sue macchiette) lasciando i figli a Roma perché “avevano un avvenire più garantito accanto al padre”.

### Le prime tournée

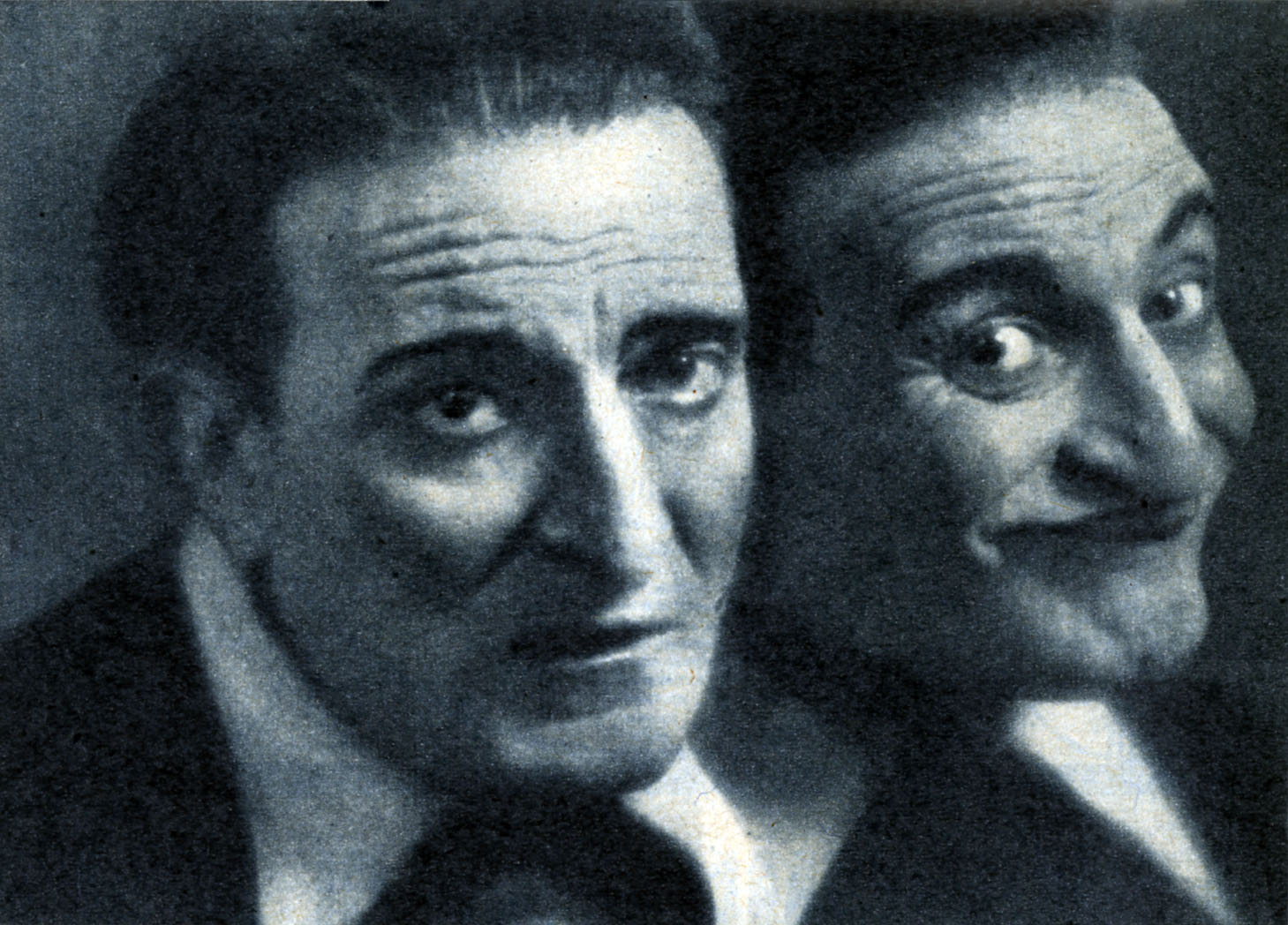
Ettore Petrolini in un fotomontaggio degli anni '20

Nel maggio 1907, a Genova, Ettore Petrolini e Ines Colapietro ottennero una scrittura dall'impresario Charles Séguin per una tournée in Sudamerica. La coppia si esibì in teatri e caffè-concerto in Argentina, Uruguay e Brasile, riscuotendo ovunque grande successo. Mentre Petrolini si trovava a Rio de Janeiro un attacco di appendicite lo costrinse a restare lontano dalle scene per un mese. Dopo un'operazione d'urgenza e il periodo di convalescenza, la sua rentrée fu trionfale: tutti gli artisti del teatro rinunciarono alla paga in suo favore e in una sola serata Petrolini incassò quattromila lire. Dopo Rio, Petrolini rimase ancora qualche mese in Sud America. Sarebbe ritornato per altre tournée nel 1909 e nel 1911-1912, esibendosi anche in Messico e a Cuba.

### Le macchiette

Ettore Petrolini in Gastone

In quegli anni Ettore Petrolini aveva già messo a punto un repertorio di macchiette di provato successo. La creazione della sua parodia di Faust, Oh Margherita!, per esempio, risale alla tournée del 1907, come Petrolini stesso racconta in Modestia a parte. Ma le macchiette di Petrolini trascendevano il genere macchiettistico e l'artista era consapevole dell'originalità del suo repertorio. In Petrolineide, ne Il café chantant del 20 luglio 1914, scriveva:
Molti fra i suoi personaggi, come Giggi er bullo (parodia di un dramma di Gastone Monaldi), il Sor Capanna (del quale riprese alcune strofe e che chiamava "il mio maestro",) i Salamini, Fortunello, sono diventati punti di riferimento per un'idea di comicità, che Petrolini riassumeva così:
(Al mio pubblico, scritti postumi, 1937)
Alcuni caratteristici numeri comici, nati come semplici macchiette, furono rielaborati da Petrolini, che diede loro spessore e consistenza di veri personaggi di commedia. È il caso di Gastone, nato da una macchietta, Il bell'Arturo, inserita nella rivista Venite a sentire del 1915 (scritta da Petrolini in collaborazione con G. Carini), che irrideva sia le star del declinante cinema muto sia i cantanti dell'epoca di Gino Franzi, e che fu ripreso più volte fino a diventare il tragicomico protagonista della commedia Gastone del 1924.
Un altro personaggio nato come macchietta, l'Antico romano, e sviluppato successivamente da Petrolini fu Nerone, che in genere è considerato una satira della retorica del regime fascista. In realtà Petrolini vi lavorò fin dal 1917, ben prima dell'ascesa di Mussolini, e probabilmente aveva preso spunto, parodiandole, dalle pompose e artificiose pellicole cinematografiche, che portavano in scena l'antica Roma, molto diffuse a quei tempi.

### I primi successi

Ettore Petrolini con Antonio Gandusio e Leopoldo Fregoli nel 1936 in un'immagine de Il mattino illustrato. Fu una delle ultime immagini di Petrolini e Fregoli: entrambi scomparvero di lì a poco

Tornato dalla fortunata tournée in Sudamerica, Petrolini fu scritturato nel 1910 da Giuseppe Jovinelli per il suo nuovo, elegante teatro di Piazza Guglielmo Pepe, inaugurato nel 1909 con uno spettacolo di Raffaele Viviani. Ottenne un tale successo che, dopo due stagioni al Teatro Jovinelli, l'impresa della Sala Umberto firmò con l'attore un contratto esclusivo di tre anni, pagando a Giuseppe Jovinelli una penale di 8 000 lire. Nel 1915 si costituì la Compagnia dei grandi spettacoli di varietà Petrolini, che mise in scena le prime riviste petroliniane, Venite a sentire e Zero meno zero. Quest'ultima era stata confezionata da Luciano Folgore, sotto lo pseudonimo di Esopino, attorno a un nucleo di personaggi tipici del repertorio petroliniano, fra i quali il celebre Fortunello, che suscitò l'entusiasmo dei futuristi, in particolare di Filippo Tommaso Marinetti, che a proposito di Fortunello scrisse come fosse «il più difficilmente analizzabile dei capolavori petroliniani», che «col suo ritmo meccanico e motoristico, col suo teuf-teuf martellante all’infinito, assurdità e rime grottesche, scava dentro il pubblico tunnels spiralici di stupore e di allegria illogica e inesplicabile». Petrolini, che pure si era burlato di Marinetti negli Stornelli maltusiani, si lasciò lusingare dall'ammirazione dei futuristi, partecipò ad alcune delle loro "serate" e interpretò le sintesi di Marinetti, Corra e Settimelli. La collaborazione fra Petrolini e i futuristi culminò in Radioscopia di un duetto, atto unico definito "simultaneità del teatro di varietà", scritto a quattro mani con Francesco Cangiullo nel 1918. L'anno seguente Mario Bonnard ne trasse un film dal titolo Mentre il pubblico ride, interpretato da Petrolini e Niny Dinelli.
Il repertorio di Petrolini si arricchì, a partire dagli anni venti, con una serie di commedie di autori italiani, scritte appositamente per lui o adattate alla sua comicità. Petrolini adattò a sé commedie di autori come Alfredo Testoni, Renato Simoni, Roberto Bracco, Luigi Antonelli, Ugo Ojetti, Salvator Gotta, Fausto Maria Martini. Nel 1923 fu iniziato alla massoneria in una loggia all'Obbedienza di Piazza del Gesù. Nel 1925 portò in scena un suo adattamento da Lumie di Sicilia di Luigi Pirandello, intitolato Agro de limone. Agli anni Venti risale anche l'incontro di Petrolini con Elma Krimer, che divenne la sua compagna e più tardi sua moglie.

Ettore Petrolini in Nerone

### Il cinema
L'avventura cinematografica di Petrolini era iniziata nel 1919 con la trasposizione cinematografica dell'atto unico Radioscopia di un duetto (di Petrolini e Cangiullo), portata sullo schermo da Mario Bonnard col film Mentre il pubblico ride.
Negli anni trenta, con l'avvento del sonoro, Petrolini tornò al cinema. Nel 1930 fu il protagonista di Nerone di Alessandro Blasetti, un lungometraggio che, oltre a presentare alcune delle sue interpretazioni più note - Gastone, Nerone, Pulcinella - mostrava l'attore nel suo camerino. Nello stesso anno interpretò Cortile di Carlo Campogalliani, tratto dalla commedia di Fausto Maria Martini, con Dria Paola protagonista femminile.
L'anno seguente fu la volta di Medico per forza, sempre per la regia di Campogalliani, con Tilde Mercandalli e Letizia Quaranta.

### Gli anni trenta
Interprete delle commedie di molti autori italiani, Petrolini firmò molte riduzioni di opere teatrali, da lui portate a nuova vita sulle scene italiane degli anni venti e trenta. La produzione del Petrolini commediografo si fece negli anni più ricca e complessa: dalle macchiette alle prime riviste, ai fortunati atti unici come Amori de notte e Romani de Roma, alle commedie degli ultimi anni come Gastone, Il padiglione delle meraviglie, Benedetto fra le donne, Chicchignola. Proprio in questi ultimi due testi la drammaturgia petroliniana completa la sua evoluzione e la comicità irriverente lascia il passo a una riflessione più matura, allo stesso tempo amara e compassionevole, sulle debolezze umane.

Una delle ultime immagini di Petrolini

Ormai affermato, Petrolini partì per una serie di tournée all'estero, in Egitto e nelle colonie italiane della Cirenaica e della Tripolitania. Con la sua compagnia girò poi le principali città europee. A Parigi, ottenne quello che considerò il più alto riconoscimento: venne invitato a recitare Medico per forza alla Comédie Française, tempio di Molière. Si esibì anche a Londra, al Little Theatre; a Berlino, al Kurfüstendamm Theater; a Vienna, al Komödie Theater.

### La morte prematura
Costretto ad abbandonare definitivamente le scene nel 1935, perché sofferente di una grave forma di angina pectoris, Ettore Petrolini morì all'età di 52 anni il 29 giugno 1936. Si racconta che, ormai in punto di morte, alle parole incoraggianti del medico, che lo visitava e sosteneva di trovarlo ristabilito, Petrolini rispondesse: «Meno male, così moro guarito».
La salma, vestita con il frac del suo notissimo Gastone, fu tumulata nel Cimitero del Verano a Roma. Il 19 luglio 1943, nel corso del primo bombardamento di Roma, un ordigno colpì la sua tomba, una cappella rettangolare, spezzando il busto di marmo e danneggiando gravemente la sua bara.

### Le canzoni
Per completare il ritratto dell'artista Petrolini, non si può tralasciare la musica, che è parte integrante del suo teatro. Molti fra i suoi personaggi cantano canzoni e filastrocche, o recitano su un sottofondo musicale. La musica è presente in molte sue commedie e riviste. Petrolini fu spesso interprete, e a volte anche autore, di canzoni di successo, molte delle quali furono incise su disco.
Un grande successo musicale del 1926, in Italia, fu Una gita a li castelli (nota anche con il titolo Nannì), scritta da Franco Silvestri, ma incisa da Petrolini. La sua canzone più nota è senza dubbio Tanto pe' cantà, il cui testo è stato scritto da Alberto Simeoni, che Petrolini incise nel 1932 e che subito divenne il simbolo di un certo modo di essere romano, al punto che fu ripresa negli anni successivi da quasi tutti gli artisti più rappresentativi della capitale: per citarne solo alcuni, Alvaro Amici, Gigi Proietti, Gabriella Ferri e soprattutto Nino Manfredi, che otterrà un notevole successo di vendita.

### I versi maltusiani
Seguendo la moda futurista dei versi maltusiani, ne compose alcuni, tra i quali quello che lo definisce, intitolato Ti à piaciato?:
Petrolini è quella cosa

che ti burla in ton garbato,

poi ti dice: ti à piaciato?

se ti offendi se ne freg.

### Petrolini e il fascismo
Fascista della prima ora, Ettore Petrolini fu amico personale di Giuseppe Bottai fin dal 1922. Si adoperò per mettere in scena alcune opere di Galeazzo Ciano come Il Fonno d'Oro, che gli valse come riconoscimento la nomina a ufficiale dell'Ordine della Corona d'Italia e diverse udienze private con Benito Mussolini. La familiarità con i gerarchi fascisti gli permise di essere promosso, su proposta di Pietro Fedele, prima commendatore dell'Ordine della Corona d'Italia, e poi grand'ufficiale.
Nel 1929 ottenne da Mussolini il titolo, puramente onorifico, di centurione della Milizia. Tuttavia nel 1934, al compimento del cinquantesimo compleanno, tale titolo gli venne revocato per raggiunti limiti di età. A nulla valsero le suppliche che inviò a Galeazzo Ciano per riottenere il grado, né fu efficace la dedica «A Benito Mussolini, sole di Roma» che Petrolini scrisse di proprio pugno al Duce come allegato alla partitura della canzone Roma.
Petrolini, che già aveva manifestato inclinazione per il futurismo, mai prese le distanze dal fascismo, posando in tournée all'estero con il resto della compagnia nell'atto del saluto romano.
Per evitare ogni sospetto di simpatie antifasciste, Petrolini scrisse al segretario particolare del Duce, Alessandro Chiavolini: «Le sarei grato se volesse esprimere al Duce tutta la mia grande riconoscenza, tutta la mia profonda e assoluta devozione. Sono contento di essere fascista, sono contento di essere italiano e sono contento di appartenere all'epoca di Benito Mussolini».

## Influenza culturale
La sua immagine nelle vesti del personaggio Gastone compare sull'album Ooh La La, della rock band Faces.
Nel 1994 a Roma, nel quartiere Testaccio, è stato fondato un teatro in suo onore: il Teatro Petrolini.
Il suo nome compare nel libro autobiografico di Natalia Ginzburg "Lessico famigliare". A pagg. 50-51, la scrittrice racconta di alcune serate passate a teatro a guardare alcune performance di Petrolini. 

## Teatro
Per la teatrografia petroliniana si è assunta come fonte l'Archivio Petrolini presso la Biblioteca e Museo teatrale del Burcardo di Roma.

### Macchiette e parodie
- L'Amante dei fiori
- Amleto [con Libero Bovio]
- L'antico romano
- Archimede
- Baciami, baciami
- Il bell'Arturo
- La Caccavella
- Canzone guappa
- Cirano
- Il conte d'Acquafresca
- Il Cuoco
- Il Danzadero
- Divorzio al parmiggiano
- La Domatrice
- Faust (Oh Margherita!)
- Fortunello
- Giggi er bullo
- Isabella e Beniamino
- Ma l'amor mio non muore
- Maria Stuarda
- Napoleone
- Paggio Fernando
- I piedi
- Il poeta
- Il prestigiatore
- I Salamini
- Er Sor Capanna
- Stornelli maltusiani
- Ti à piaciato?
- Il Turco

### Riviste
- 1915: Venite a sentire con G. Carini
- 1915: Zero meno zero con Luciano Folgore
- 1916: Dove andremo a finire? con G. Carini
- 1916: Acqua salata (o Senza sugo) con T. Masini
- 1916: Favorischino

### Commedie
- 1917: Nerone
- 1917: Romani de Roma
- 1917: Amori de notte
- 1918: Radioscopia con Francesco Cangiullo
- 1918: Cento de 'sti giorni con Checco Durante
- 1918: 47 morto che parla
- 192.: Donnaiuolo
- 1923: Farsa di Pulcinella
- 1924: Gastone - Bologna, 14 aprile 1924
- 1924: Il padiglione delle meraviglie
- 1927: Benedetto fra le donne
- 1931: Chicchignola
- 1934-1935: Il metropolitano - Rappresentata a Roma 8 Agosto 2014

### Riduzioni e opere di altri autori
- Agro di limone da Lumie di Sicilia di Luigi Pirandello
- L'amante legittimo di Cipriano Giachetti
- Ambasciatori di Lucio D'Ambra
- L'avvocato Bonafede da Congedo di Renato Simoni
- Il barone di Corbò di Luigi Antonelli
- Il cantastorie di Ferrante Alvaro De Torres e Alberto Simeoni
- Il castigamatti di Giulio Svetoni
- Cometa di Yambo
- La coppa incantata da La coupe enchantée di Jean de la Fontaine, traduzione di E. Corradi
- Coraggio di Augusto Novelli
- Cortile di Fausto Maria Martini
- È arrivato l'accordatore di Paola Riccora
- Elogio del furto di D. Signorini
- Il fondo d'oro di Galeazzo Ciano
- La fortuna di Cecè di Athos Setti
- I fratelli Castiglioni di Alberto Colantuoni
- Garofano di Ugo Ojetti
- Ghetanaccio di Augusto Jandolo
- Giovacchino Belli di Augusto Jandolo
- Giovanni Arce da Le esperienze di Giovanni Arce filosofo di Pier Maria Rosso di San Secondo
- Un guasto nell'ascensore di André Mouezy-Eon
- L'Illusionista da L'Illusioniste di Sacha Guitry
- Io non sono io di Toddi
- La regina ha mangiato la foglia di Gildo Passini
- Ma non lo nominare di Arnaldo Fraccaroli
- Maritiamo la suocera di Colorno
- Medico per forza da Le médecin malgré lui di Molière
- Mezzo milione di Alfredo Testoni
- Mi uccido di Paola Riccora
- Mille lire di Salvator Gotta
- Mustafà di Armando Discepolo e Rafael J. De Rosa
- Ottobrata di Giovanni Cesare Pascucci e Augusto Topai
- I pantaloncini di G. Nancy
- Patalocco di Ugo Romagnoli
- Peppe er pollo di Augusto Novelli
- Per la porta di Felyne Ossip
- Pinelli di Ettore Veo
- Rifiuto... io di Corrado D'Errico
- Scarfarotto di Gino Rocca
- Lo sfratto di Enrico Serretta
- Teodoro è stanco di Max Nel
- Toccalafrusta di Ugo Chiarelli
- I tre di Dino Falconi
- La trovata di Paolino di Renzo Martinelli
- Tutti in cantina di Eugène Labiche
- Tutto si accomoda di Enrico Serretta
- Uno degli onesti di Roberto Bracco
- Un uomo onesto di Piero Ottolini
- Zeffirino di Gian Capo
- Zio prete di Giovanni Tonelli

## Filmografia

### Attore
- Petrolini disperato per eccesso di buon cuore (1913) produzione Latium Film
- Mentre il pubblico ride, regia di Mario Bonnard (1920)
- Nerone, regia di Alessandro Blasetti (1930)
- Il cortile, regia di Carlo Campogalliani (1930)
- Medico per forza, regia di Carlo Campogalliani (1931)

### Film di montaggio
- Petrolineide (1949)
- Petrolini (1952)
- Carosello del varietà (1954)

### Soggetto
- 47 morto che parla, regia di Carlo Ludovico Bragaglia (1950)

## Discografia

### Singoli

#### 78 giri
- 1927 - Nannì (Una gita a li Castelli) (Disco "Grammofono", R 7279)
- 1927 - Cantante da strada/Una scampagnata (Disco "Grammofono", R 7281)
- 1927 - I salamini (Parte Ia)/I salamini (Parte IIa) (Disco "Grammofono", R 7285)
- 1927 - Er sor Capanna/Gigetto er bullo (Disco "Grammofono", R 7289)
- 19XX - Fortunello/Roba seria (Disco "Grammofono", R 7291)
- 19XX - Cirano/Scenette balneari (Disco "Grammofono", R 7301)
- 19XX - Amleto/Il Paggio Fernando (Disco "Grammofono", R 7403)
- 19XX - Teopompo ai bagni/Il moscardino (Disco "Grammofono", R 7405)
- 19XX - Gastone (Satira di Ettore Petrolini) parte Ia/ Gastone (Satira di Ettore Petrolini) parte IIa (Disco "Grammofono", R 10203)
- 19XX - Lirica/Storiella morale (Disco "Grammofono", R 10205)

#### 78 giri pubblicati all'estero
- Stornelli romaneschi (Favorite, 1-37146), uscito in Argentina
- Canzone a Nina-Canzone charleston/Le sigherare (Victor, V-12118), uscito in Canada

#### 45 giri
- 1957 - Ritorna Petrolini (La voce del padrone, 7E - MQ 15)
- 1972 - Gastone/Tanto pe' cantà (EMI Italiana, 3C 006-17856 M)

### Album raccolte
- 1972 - Melanconie petroliniane - Volume 1 (EMI Italiana, 3C 062-17821 M)
- 1972 - Melanconie petroliniane - Volume 2 (EMI Italiana, 3C 054-17822 M)
- 1972 - Melanconie petroliniane - Volume 3 (EMI Italiana, 3C 054-17823 M)
- 1972 - Er mejo de Petrolini (EMI Italiana, 3C 054-17824 M)
- 1983 - Il primo disco di Petrolini (Fonit Cetra, FC 3629)
- 1984 - Ettore Petrolini (EMI Italiana, 54 1186811)
- 2004 - Made in Italy (EMI Italiana, 7243 598205 2 1)

### Opere di Ettore Petrolini
- Ti à piaciato?!. Sesto San Giovanni, Mandella, 1915, 1917 e 1918
- Nerone. Roma, Stabilimenti Cines, 1931
- Gastone: due atti e tre quadri. Bologna, Cappelli, 1932
- Petrolini nelle sue nuovissime interpretazioni: Benedetto fra le donne, Una gita pe' li Castelli Romani, Nannì, Chicchignola, Peppe er Pollo, Er gastigamatt. [Roma], Tip. Rinaldini, [193.?]
- Ti à piaciato?!. Sesto San Giovanni, Barion, 1921, 1922, 1923, 1929, 1930, 1931 e 1933
- Benedetto fra le donne: tre atti e diversi finali. Bologna, Cappelli, 1934
- Chicchignola: commedia in tre atti. Bologna, Cappelli, 1934
- Nerone; Romani de Roma; prefazione di Anton Giulio Bragaglia. [s.l., s.n.], 1945
- Teatro: i personaggi, Romani de Roma, L'ottobrata, Nerone, miscellanea. Milano, Garzanti, 1961
- Teatro; a cura di Annamaria Calò. Venezia, Edizioni del Ruzante, 1977
- Ti à piaciato. Montepulciano, Editori del Grifo, 1992
- Il teatro; a cura di Giovanni Antonucci. Roma, Newton Compton, 1993
- Ti à piaciato; con uno scritto di Rino Mele. Salerno, Rispostes, [1993]
- Macchiette, lazzi, colmi e parodie; a cura di Giovanni Antonucci. Roma, TEN, 1994
- Bravo! Grazie!! : antologia petroliniana; a cura di Vincenzo Cerami. Roma, Editori Riuniti, 1997
- Teatro di Varietà; a cura di Nicola Fano con la collaborazione di Annamaria Calò. Torino, Einaudi, 2004

### Scritti non teatrali
- Abbasso Petrolini. Siena, Tip. Cooperativa, Galluzza, senza data (1921). Il testo riporta anche commenti di molti intellettuali e critici: Ojetti, Bontempelli...
- Modestia a parte. Bologna, Cappelli, 1931; ora introduzione di Nicola Fano. Roma, L'Unità, 1993
- Un po' per celia e un po' per non morir.... Roma, Signorelli, 1936
- Al mio pubblico: scritti postumi. Milano, Ceschina, 1937 (raccolta di scritti pubblicata postuma dal figlio Oreste)
- Memorie; a cura di Annamaria Calò. Venezia, Edizioni del Ruzante, 1977
- Facezie, autobiografie e memorie; a cura di Giovanni Antonucci. Roma, Newton Compton, 1993

### Audio e video
- Alessandro Blasetti, Carlo Campogalliani. Antologia di Petrolini. Milano: Mondadori video, 1990 (video VHS, montaggio di spezzoni dai film Nerone e Medico per forza)
- [Ettore Petrolini et al.]. I sempreverdi. [Roma], A. Curcio, c1991 (CD con fascicolo allegato, n. 34 del Dizionario della canzone italiana a cura di Renzo Arbore)
- Il primo disco di Petrolini. [s.l.], Nuova Fonit Cetra, [1995] (CD audio contenente alcune registrazioni di interpretazioni di Petrolini)

### Scritti su Ettore Petrolini
- Mario Dessy, Petrolini, Milano, Modernissima, 1921
- Ettore Romagnoli, Petrolini il grande, in La Platea, sere III. Bologna, Zanichelli, 1924.
- Eugenio Bertuetti, Petrolini acteur novécentiste in '900, 3, Cahier de Printemps, 1927.
- Silvio D'Amico, Petrolini, in Comoedia, X, 2, 1928.
- Emilio Settimelli, Petrolini, in Gli odi e gli amori. Roma, Pinciana, 1928.
- Silvio D'Amico, Petrolini in Tramonto del grande attore. Milano, Mondadori, 1929.
- Antonio Aniante, Petrolini, manica larga, in Venere Cipriana. Roma, Tiber, 1929.
- Umberto Onorato, Nuovo per queste scene, Bologna, Cappelli, 1931.
- Ugo Ojetti, Lettera a Petrolini in lode ai romani in Pegaso, 1932.
- Anton Giulio Bragaglia, Il segreto di Tabarrino, Firenze, Vallecchi, 1933.
- Lucio Ridenti, Filosofia di Petrolini, in Il dramma, XII, 239, 1936.
- Eugenio Bertuetti, Ricordo di Petrolini, in Il dramma, XII, 238
- Renato Simoni, Teatro di ieri, Milano, Treves, 1938.
- Augusto Jandolo, Le memorie di un antiquario, Milano, Ceschina, 1938.
- Catalogo della biblioteca teatrale appartenente al celebre attore Ettore Petrolini: libri antichi, moderni, stampe ed autografi d'interesse teatrale e vali altri libri di arte, curiosità e dialetto romanesco […], a cura di Luigi Lubrano, Roma, Casa di vendite Guglielmi, 1938
- Arturo Lancellotti, I signori del riso, Roma, Maglione, 1938.
- Francesco Cangiullo, Le novelle del varietà, Napoli, Richter, 1938.
- Lucio Ridenti, L'attore Petrolini, in Il dramma, XVI, 1940.
- Rodolfo De Angelis, Caffè concerto: Memorie di un canzonettista, Milano, SACSE, 1940.
- Silvio D'Amico, Maschera di Petrolini, in Rivista italiana del teatro, VI, I, 1942.
- Mario Corsi, Vita di Petrolini, Milano, Mondadori, 1944.
- Rodolfo De Angelis, Storia del café-chantant, Milano, Il Balcone, 1946.
- Anton Giulio Bragaglia, Le maschere romane, Roma, Colombo, 1947
- Mario Verdone. Petrolini e il cinema, in Sipario, IV, 39, 1949.
- Mario Verdone, Un avversario dei divi: Petrolini, in Gli intellettuali e il cinema. Roma, Bianco e Nero, 1952.
- S. G. Biamonte, La parte di Petrolini, in Cinema, 102, 31 gennaio 1953.
- Ghigo De Chiara, Ettore Petrolini, Bologna, Cappelli, 1959.
- Anton Giulio Bragaglia, Petrolini grande attore comico, Roma, Staderini, 1961.
- Mario Verdone, Teatro del tempo futurista, Roma, Lerici, 1969.
- Mario Verdone, Spettacolo romano, Roma, Golem, 1970.
- Mario Dell'Arco, Café Chantant di Roma, Milano, Martello, 1970.
- Mario Verdone, Petrolini e i futuristi, in Strenna dei Romanisti. Roma, Staderini, 1972
- Giovanni Antonucci, Lo spettacolo futurista in Italia, Roma, Studium, 1974.
- Giorgio Bertero, Petrolini l'uomo che deride, Milano, Bompiani, 1974.
- Giovanni Antonucci, Cronache del teatro futurista, Roma, Abete, 1975.
- Giovanni Antonucci, L'assassino del chiaro di luna, in Il dramma, 10, 1975.
- Franca Angelini, Il teatro del Novecento: da Pirandello a Fo, Roma-Bari, Laterza, 1976.
- Café-chantant; a cura di M.T. Contini, M. Vannucci, P. Paganini, Firenze, Bonechi, 1977.
- Stefano De Matteis, Ettore Petrolini, in Enciclopedia del teatro del Novecento, Milano, Feltrinelli, 1980.
- Giovanni Lista, Petrolini e i futuristi, Salerno, Taide, 1981.
- Petrolini. Catalogo della mostra, Roma, Palazzo Braschi, 12 ottobre-28 novembre 1982, a cura dell'Associazione Culturale Witz, Roma, De Luca, 1982.
- Petrolini: la maschera e la storia, a cura di Franca Angelini, Bari: Laterza, 1984.
- Annamaria Calò, Ettore Petrolini, con un intervento di Franca Angelini, Firenze, La Nuova Italia, 1989.
- ... Un po' per non morir: Ettore Petrolini a sessant'anni dalla scomparsa, a cura di roberto Alemanno e Angelo Lombardi, Roma, Bulzoni, 1997.
- Petrolini: dalle macchiette a Molière: il percorso di un "comico", a cura di Maria Teresa Iovinelli, Roma, SIAE, 2003. (CD multimediale pubblicato in occasione della mostra)
- Andrea Calcagni, Enciclopedia dei Loris-Petrolini. Tempi, luoghi e personaggi di una coppia di caffè concerto, Roma, Fermenti Editrice, 2011.
- So' Ettore er poveta - Ricordo di Ettore Petrolini - deposito SIAE 1981 sezione OLAF, Commedia teatrale in due atti di Paolo Galli.
- Simone Soriani, Petrolini e Dario Fo. Drammaturgia d'attore, Roma, Fermenti Editrice, 2020